# Le Puy Football 43 Auvergne
Maillots
Actualités
Dernière mise à jour : 27 mai 2025.
Le Puy Football 43 Auvergne est un club de football français situé au Puy-en-Velay issu de la fusion de l'Union sportive de football du Puy-en-Velay et de l'Association sportive de Taulhac, en 2009.
Le président du club est Christophe Gauthier et l'entraîneur est Stéphane Dief. Le club évolue en National depuis la saison 2025-2026.

## Histoire
En 1941, l’Association sportive du Puy est fondé sous l’égide du Comité pour le développement du sport au Puy.  Ce club omnisports (athlétisme, natation, football, rugby, basket) résulte de la fusion, ou l’intégration de sections, de plusieurs clubs du Puy, autour du Club amical tous sports réunis (CTR). L’AS du Puy, est aussitôt engagé dans les championnats du sous-district de la Haute-Loire, de la Ligue du Lyonnais de football association. À la suite de la dissolution des Ligues en juin 1942, le club rejoint le Comité régionale d’Auvergne et le district de FA de la Haute-Loire, et intègre directement la division d’honneur. Il change de titre en 1945, devenant Club athlétique du Puy,, et fait sa première apparition dans le championnat de France amateurs après la Seconde Guerre mondiale. Après une deuxième place obtenue en Division d'Honneur, le club découvre en effet le niveau national en 1948. Sa première saison à ce niveau se passe excellemment. Le Puy termine à une surprenante deuxième place du groupe Sud tandis qu'en Coupe de France, les hommes de Walter Presch atteignent pour la première fois les 16es de finale. À Montpellier, les Ponots s'inclinent face à l'OGC Nice quatre buts à un devant 3 559 spectateurs. L'année suivante, Le Puy est relégué en DH. Néanmoins, le club atteint les 32es de finale pendant trois années de suite après son parcours historique de 1949. Pendant plus de deux décennies, les Ponots ne connaissent pas de grand succès et restent englués dans les championnats régionaux. Entretemps, en 1960, le CA du Puy fusionne avec le Football-club du Puy, ex-Association sportive des tanneries du Puy, et change son titre en Club omnisports du Puy.
Il faut attendre 1974 pour les voir monter en Division 3 après une année ponctuée par un titre de champion de DH et un 32e de finale de Coupe de France (perdu face à l'Olympique avignonnais). Cette remontée à l'échelon national est honorable pour le club avec une neuvième place de groupe et un 16e de finale de Coupe de France perdu face à l'AS Saint-Étienne, futur vainqueur de la compétition. Les Aniciens sont de nouveau relégués après leur deuxième saison au niveau national. Ils remontent très vite en D4 puis en D3. L'année 1984 marque l'accession du club en deuxième division pour la première fois de son histoire grâce à une quatrième place obtenue, derrière trois équipes qui ne peuvent pas monter en championnat professionnel, à savoir les réserves de l'AJ Auxerre et de l'AS Saint-Étienne, et l'INF Vichy. Nouveau changement dans la nomination du club en 1986, il devient la section football du Club olympique du Puy, rebaptisé Club olympique du Puy 43 en 1989. Cette même année, la relégation en Division 3 après cinq saisons en Division 2 met un terme à l'âge d'or du club. Dès lors, les ennuis financiers et sportifs conduisent la section football du club à un dépôt de bilan et une rétrogradation administrative en DH en 1991. 
Pour prendre la suite des activités footballistiques, un nouveau club est formé, intitulé Club olympique du Puy Football mais rapidement renommé Sporting-Club Olympique du Puy, puis  Sporting-Club Olympique Le Puy-Mons en 1992. Deux ans plus tard, les sections de football du SCOPM et du Val Vert sports fusionnent, avec pour nouveau titre l'Union sportive de football du Puy-en-Velay.
En 2009,, l'USF du Puy fusionne avec l'Association sportive de Taulhac, créé en 1972, et devient Le Puy football 43 Auvergne.
Le 7 février 2024, le club se qualifie pour la première fois de son histoire en quart de finale de la Coupe de France, en battant Laval 2-1.

## Palmarès et résultats

### Palmarès
Le tableau suivant liste le palmarès et les meilleures performances du Puy football 43 Auvergne dans les différentes compétitions officielles.
| Compétitions nationales | Compétitions régionales                                             |
| --- | ------------------------------------------------------------------- |
| - Championnat de France de National 2 (D4) - Champion : 2025 - Vainqueur de groupe : 2019, 2022 et 2025 - Championnat de France de Division 4 (D4) - Vainqueur de groupe : 1979 - Championnat de France D5 (CFA2/N3) - Vainqueur de groupe : 2015 Coupes - Coupe de France - Meilleure performance : Quart de finale en 2024 | - Division d’Honneur Auvergne - Champion : 1974, 1998, 2004 et 2012 |

## Logos

Ancien logo de l'USF.
Ancien logo jusqu'en 2017.
Logo depuis 2017.

## Personnalités du club

### Entraîneurs
- 1973-1975 :  Patrice Mayet
- 1988-1989 :  Guy Briet
- 1996-1999 :  Alain Blachon
- 2011-2013 :  Sylvain Jore
- 2013-2023 :  Roland Vieira
- depuis 2023 :  Stéphane Dief